# HONEY (L'Arc~en~Ciel의 음반)
〈HONEY〉는 일본의 밴드 L'Arc~en~Ciel의 열 번째 싱글 앨범으로, 1998년 7월 8일 발매되었다. (8cm CD: KSD2-1200) 수록곡은 단 한 곡으로, 곡의 작사와 작곡을 hyde가 맡았으며, 편곡은 L'Arc~en~Ciel과 오카노 하지메 (岡野ハジメ)가 담당했다. 곡은 이전 작품 〈DIVE TO BLUE〉에 연이어 "NTT 퍼스널 간사이"의 광고 삽입곡으로 사용되었으며, 동시에 TBS에서 방영되던 프로그램 《슈퍼 사커》의 엔딩 테마곡으로도 쓰였다. 2016년에 이르러선 애니메이션 《ReLIFE》의 엔딩 테마곡 중 한 곡으로 삽입되었다.
곡은 hyde가 팬클럽 이벤트가 있던 호놀룰루에서 석양을 바라보다 떠오른 곡이며, 이 곡으로 제49회 NHK 홍백가합전에 처음으로 출연하게 된다.
이 작품은 L'Arc~en~Ciel이 발표한 싱글 중에서 가장 많은 판매고를 올린 작품이며, 본 밴드 최초의 밀리언셀러이기도 하다.  판매량은 약 117만 장이다. 오리콘 싱글 차트에 첫 진입을 2위로 시작했으며, 바로 다음 주인 7월 27일자 차트에서 1위를 차지했다. 이는 〈winter fall〉, 〈DIVE TO BLUE〉에 이어 세 작품 연속으로 1위를 기록한 것이 된다. 또한 이 작품은 당시로서는 매우 드물게 세 곡을 "동시에" 발매하는 방식을 취했는데, 이 때 함께 발매된 작품은 〈화장〉과 〈침식 ~lose control~〉이며, 두 곡 역시 각각 밀리언셀러와 더블 플래티넘을 기록하고 차트 정상권에 머무는 등 세 작품 모두 성공을 거뒀다.
더불어 이 작품은 제31회 일본유선대상과, 제40회 일본레코드대상 (우수작품상), 제13회 일본골드디스크대상 (SONG OF THE YEAR)에서 각각 수상했다.

## 수록곡
| #  | 제목          | 작사 | 작곡 | 편곡                          | 재생 시간 |
| -- | ------------- | ---- | ---- | ----------------------------- | --------- |
| 1. | 〈〈HONEY〉〉 | hyde | hyde | L'Arc~en~Ciel / 오카노 하지메 | 3:47      |

## 발매 일정
| 버전               | 일정            | 레이블         | 포맷                |
| ------------------ | --------------- | -------------- | ------------------- |
| 〈HONEY〉          | 1998년 7월 8일  | Ki/oon Records | 8cm CD (KSD2-1200)  |
| 〈HONEY〉 (재발매) | 2006년 8월 30일 | Ki/oon Records | 12cm CD (KSCL-1031) |